# Союз писателей Молдовы

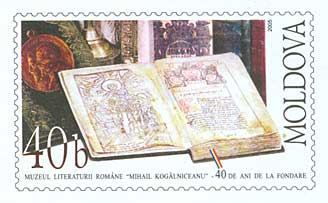
Почтовая марка Молдовы, посвящённая музею румынской литературы им. М. Когэлничану. 2005 г.

Союз писателей Молдовы (рум. Uniunea Scriitorilor din Republica Moldova) — творческий союз, общественная организация, объединяющая литераторов Молдовы. Штаб-квартира находится в Кишинёве улица 31 Августа 1989 № 98.
В нынешнем виде функционирует с 1991 года. В 2007 году союз насчитывал около 300 членов.
Печатный орган Союза писателей Молдовы — газета «Литература ши арта» («Литература и искусство»), главный редактор Николае Дабижа.

## История
В апреле 1927 года был организован союз молдавских советских писателей «Рэсэритул» (Восход). Ее первым председателем был Мосеш Кахана. В конце 1931 года при союзе молдавских писателей в Тирасполе созданы секции «Тинеримя» (Молодёжь) и «Уларф» (Локаф).
В 1980-е годы группа русскоязычной творческой интеллигенции вышла из состава Союза писателей Молдовы, образовав союз «Нистру», который к концу 2000-х годов перестал функционировать. В 2008 году многие члены Союза писателей «Нистру» создали Союз творческой интеллигенции. 2 ноября 2010 года был образован Союз русских писателей Молдовы им. А. С. Пушкина (председатель Виктор Александрович Райлян), действующий одновременно с Союзом писателей Молдовы (председатель Михай Чимпой).
И. о. Президента Молдавии Михай Гимпу в 2010 заявлял, что благодаря писателям население Молдовы может говорить о национальных ценностях и своём европейском будущем: «Именно в здании Союза писателей поддерживалось пламя, которое в подходящий для страны момент разгорелось и распространилось на всю территорию государства».
Союз писателей Молдовы поддерживает тесные связи с писателями Румынии. Члены Союза писателей Молдовы в большинстве своём числятся одновременно и членами Союза писателей Румынии. Первым встал за объединение страны с Румынией. Именно члены союза писателей возглавили в начале 1990-х воинственный Народный фронт Молдовы — Хадыркэ, Лари, Матей, Виеру, Матковски, Чимпой, Нэстасе, Друцэ (почётный президент до 1998 г.). В их среде родились «Десять заповедей бессарабского румына», одна из которых: «Не торопись связывать свою судьбу с человеком другой национальности. Скрещивание улучшает лишь породу животных, а людскому роду вред наносит…».
И в настоящее время в Союзе писателей республики объединение с Румынией называют единственным решением для выхода Молдовы из нынешнего бедственного положения. Литераторы убеждены, что только объединение поможет избежать экономического и социального коллапса.
Первым шагом в этом направлении, по мнению писателей, может стать восстановление Сфатул Цэрий. Идея воссоединения просматривается и в Декларации о независимости Республики Молдовы, принятой 27 августа 1991 года. В ней звучит требование денонсировать секретный протокол к пакту Риббентропа-Молотова. Писатели призывают общество поддержать идею объединения.
Более 20 лет Союз писателей Молдовы возглавляли академик Михай Чимпой и его заместитель поэт Аркадие Сучевяну. 11 сентября 2021 новым председателем был избран Тео Кириак.